# Herengeria auriculata
Herengeria auriculata är en svampdjursart som beskrevs av Claude Lévi 1988. Herengeria auriculata ingår i släktet Herengeria och familjen Corallistidae.
Artens utbredningsområde är havet kring Nya Kaledonien. Inga underarter finns listade i Catalogue of Life.